# Guillaume-Antoine Olivier

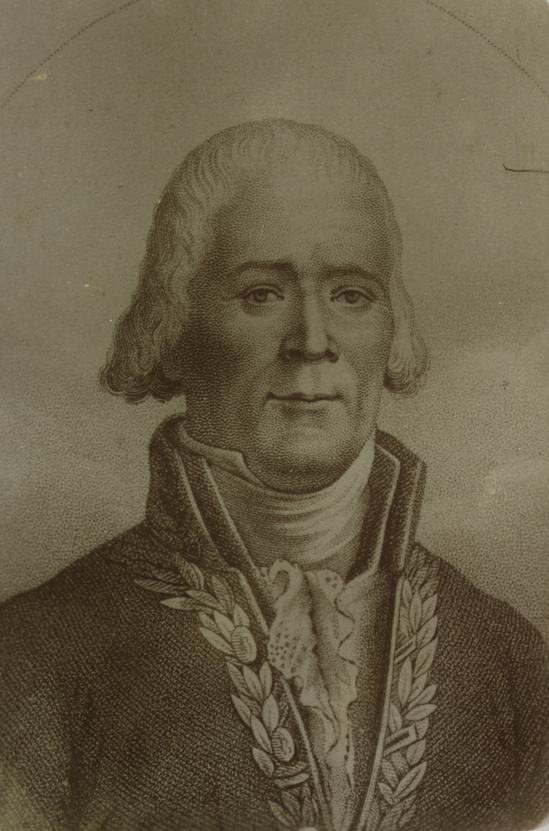
Guillaume Antoine Olivier

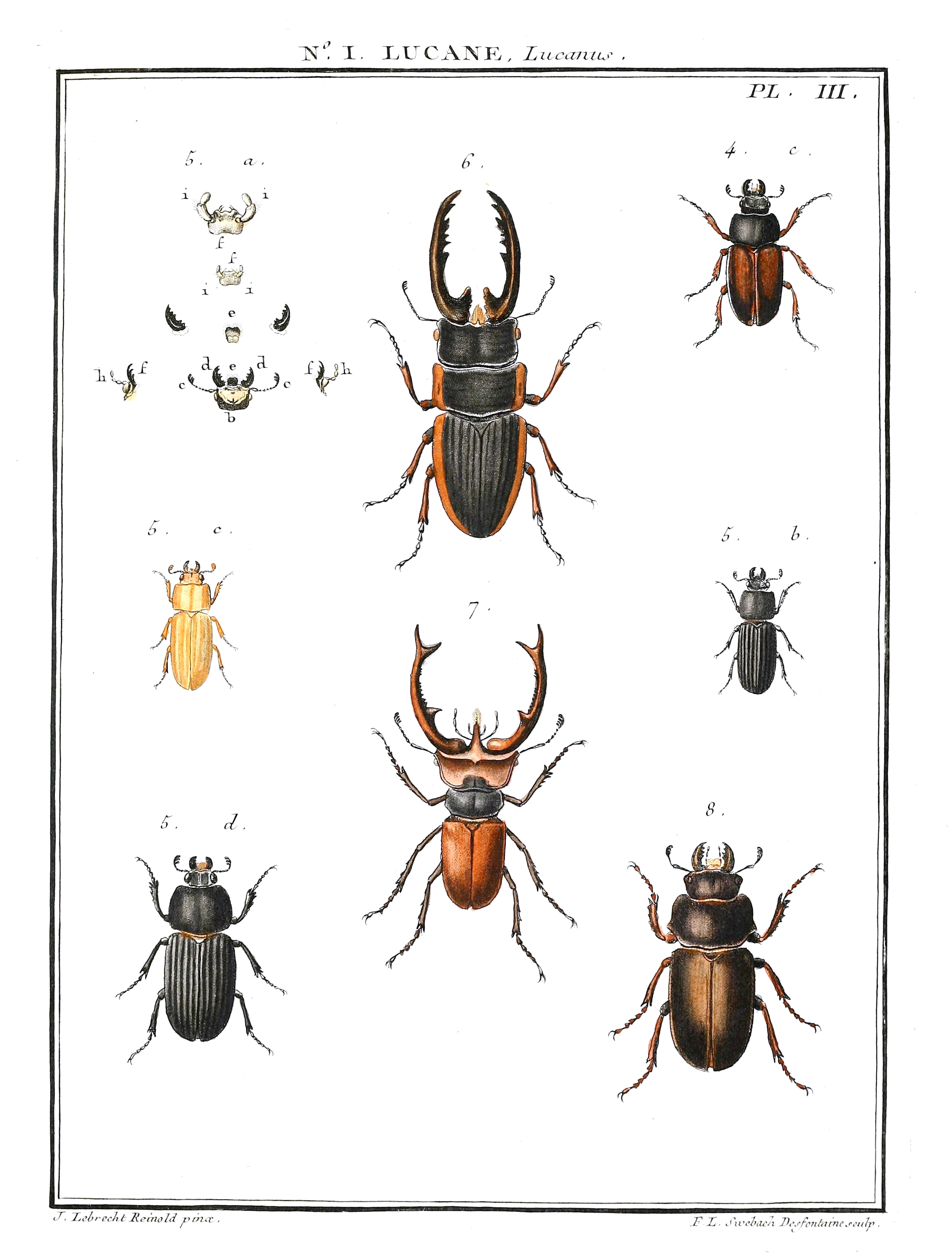
Entomologie, ou histoire naturelle des Insectes

Guillaume-Antoine Olivier (19 januari 1756 - 1 oktober 1814) was een Frans entomoloog.
Hij was de auteur van Entomologie, ou histoire naturelle des Insectes (1808) en Le Voyage dans l'Empire Othoman, l'Égypte et la Perse (1807). Hij was tevens een goede vriend van Johann Christian Fabricius en beschermheer van Pierre André Latreille.
Oliviers rapporten hebben na zijn dood nog bijgedragen aan een deel van Tableau encyclopédique et méthodique, een Franse encyclopedie.
- Biblioteca Nacional de España: XX4738521
- Bibliothèque nationale de France: cb125490547 (data)
- Author citation (botany): Olivier
- CiNii: DA10391094
- Gemeinsame Normdatei: 117594245
- International Standard Name Identifier: 0000 0000 8148 7666
- Library of Congress Control Number: nr96014191
- Nationale Bibliotheek van Tsjechië: mzk2008469202
- Nationale bibliotheek van Australië: 35600556
- Nationale Bibliotheek van Israël: 987007291018905171
- Nederlandse Thesaurus van Auteursnamen: 070310726
- Réseau des bibliothèques de Suisse occidentale: 02-A003655156
- Istituto Centrale per il Catalogo Unico: TO0V361131
- LIBRIS: 260553
- Système universitaire de documentation: 034771190
- Trove: 1010301
- Virtual International Authority File: 69044142
- WorldCat: E39PBJtMt7HBWD6VgMMJ9BqbBP